# Chiesa di San Martino (Bellinzona)
La chiesa parrocchiale di San Martino di Tours è un edificio religioso che si trova a Camorino quartiere del comune di Bellinzona, nel Canton Ticino.

## Storia
La chiesa di San Martino, di origine romanica, era già documentata nel 1237. Nei secoli XVII e XVIII, venne arricchita al suo interno con decorazioni e opere di gusto barocco; nel 1888, venne costruita la nuova abside a pianta quadrangolare. Nell'ambito dei restauri del 1994, sono stati installati le vetrate policrome e i nuovi arredi sacri, opera di Nag Arnoldi.

## Descrizione

### Arte e architettura
La facciata della chiesa è a capanna. Interamente ricoperta con intonaco color rosso, presenta, al centro il portale rinascimentale, risalente al 1533. Questo, in pietra bianca, è inquadrato fra due semicolonne corinzie ed è decorato, nei pennacchi, con due bassorilievi raffiguranti l'Annunciazione. Al centro dekll'architrave, invece, vi è San Martino a cavallo e il povero.
Sul fianco della chiesa, si trova il campanile, costruito nei secoli XVI-XVII.
L'interno della chiesa è a navata unica coperta con volta a botte lunettata ed abside quadrata con volta a crociera.

### Organo a canne
Sulla cantoria in controfacciata, si trova l'organo a canne Mascioni opus 1149, costruito nel 1999. Lo strumento, a trasmissione integralmente meccanica, ha due tastiere di 56 note ciascuna ed una pedaliera concava di 30.